# Tom Burlinson
Tom Burlinson est un acteur et chanteur australien né le 14 février 1956 à Toronto au Canada. 

## Filmographie partielle
- 1982 : L'Homme de la rivière d'argent de George Miller : Jim Craig
- 1983 : Phar Lap de Simon Wincer : Tommy Woodcock
- 1985 : 20 000 Lieues sous les mers de Warwick Gilbert : Ned Land (voix)
- 1985 : Fragments of Terror de Raymond K. Bartram : John (segment "Revenge")
- 1985 : La Chair et le Sang de Paul Verhoeven : Steven
- 1986 : Windrider de Vincent Monton : Stewart 'P.C.' Simpson
- 1987 : Time Guardian de Brian Hannant : Ballard
- 1988 : L'Indomptable (Return to Snowy River) de Geoff Burrowes : Jim Craig
- 1991 : Showdown at Williams Creek d'Allan Kroeker : Kootenai Brown
- 1992 : Landslide de Jean-Claude Lord : Howard Matterson
- 2003 : The Night We Called It a Day de Paul Goldman : Frank Sinatra (voix chantée)
- 2011 : The Cup de Simon Wincer : Dave Phillips